# Geoffrey Bingham
Geoffrey Cyril „Geoff“ Bingham AM (* 6. Januar 1919 in Goulburn, New South Wales; † 3. Juni 2009) war ein australischer Schriftsteller.

## Leben
Bingham wuchs in Sydney in North Shore auf. Er besuchte eine theologische Schule in Sydney. Während des Zweiten Weltkriegs geriet er in Kriegsgefangenschaft. Nach seiner Rückkehr begann er Kurzgeschichten in The Bulletin und anderen Zeitschriften zu veröffentlichten. Er war auch als Farmer tätig, wurde dann jedoch Geistlicher. Es folgten längere Auslandsaufenthalte in Pakistan, Indien, Sri Lanka, Thailand und weiteren Ländern Asiens. Darüber hinaus besuchte er auch England, Neuseeland und die USA. Er betätigte sich als Verleger theologischer Bücher und lebte in Coromandel, South Australia.
Er verfasste Kurzgeschichten und einen Roman.
2005 wurde er für den Dienst an der Gemeinschaft, die Förderung der kulturübergreifenden theologischen Ausbildung und als Autor zum Member des Order of Australia ernannt.

## Werke
- To Command the Cats, 1980